# Preutești (okręg Neamț)
Preutești – wieś w Rumunii, w okręgu Neamț, w gminie Timișești. W 2011 roku liczyła 499 mieszkańców.